# Dekanat Miękinia
Dekanat Miękinia – jeden z 33 dekanatów w rzymskokatolickiej archidiecezji wrocławskiej. Powstał 1 stycznia 2009 roku.
W skład dekanatu wchodzi 7 parafii:
- Parafia Najświętszej Maryi Panny Królowej Polski → Brzezinka Średzka (Gosławice)
- Parafia Wniebowzięcia Najświętszej Maryi Panny → Głoska
- Parafia św. Józefa Oblubieńca Najświętszej Maryi Panny → Lutynia
- Parafia Narodzenia Najświętszej Maryi Panny → Miękinia
- Parafia Najświętszej Maryi Panny Zwycięskiej → Mrozów
- Parafia św. Marcina → Święte
- Parafia św. Wawrzyńca → Wilkszyn